# Шарівський (заказник)
Ша́рівський зака́зник — ботанічний заказник місцевого значення в Україні. Об'єкт природно-заповідного фонду Харківської області. Розташований у Богодухівському районі, на північ від смт Шарівка. 
Площа заказника 146 га. Статус присвоєно 1984 року. Розташований у Шарівському лісництві (кв. 17—19). Перебуває у віданні Гутянського держлісгоспу. 
Охороняється комплекс типів лісу природного походження на корінному березі і в долині річки Мерчик з участю асоціацій дубових, ліщинових (занесені до Зеленої книги України) та дубово-соснових різнотравних лісів (Зелені списки Харківщини). Має багату лікарську флору.

## Галерея

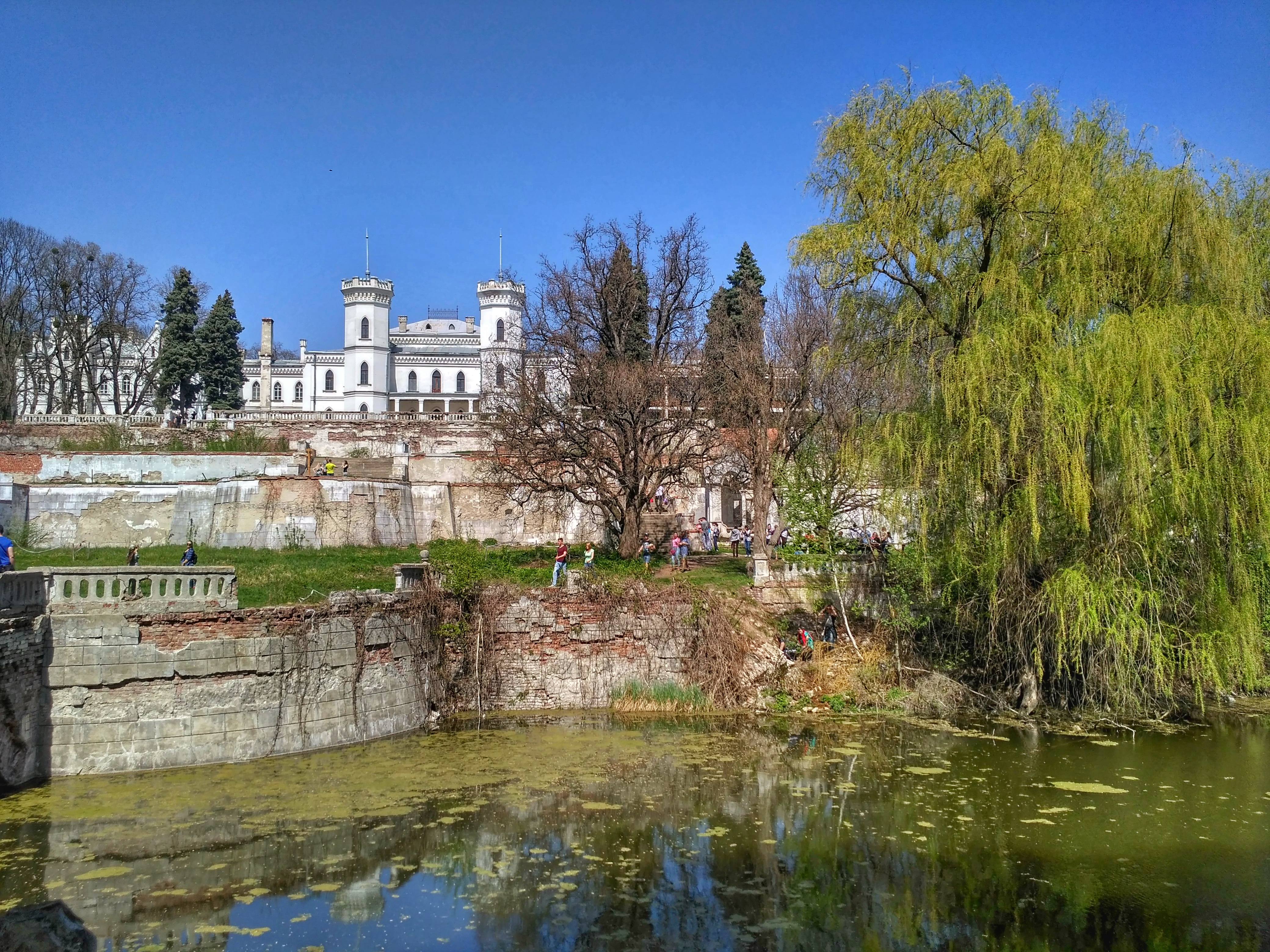
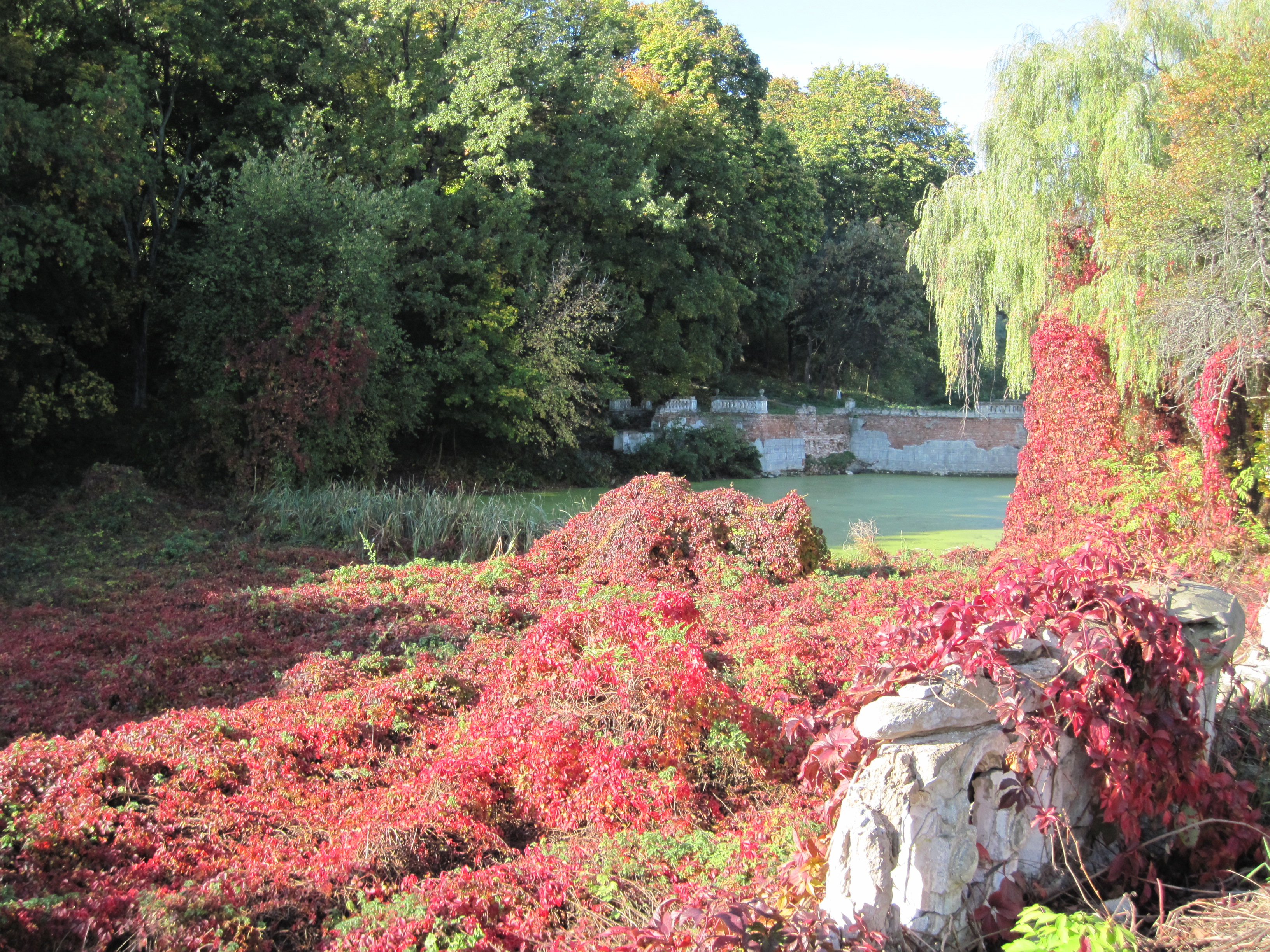
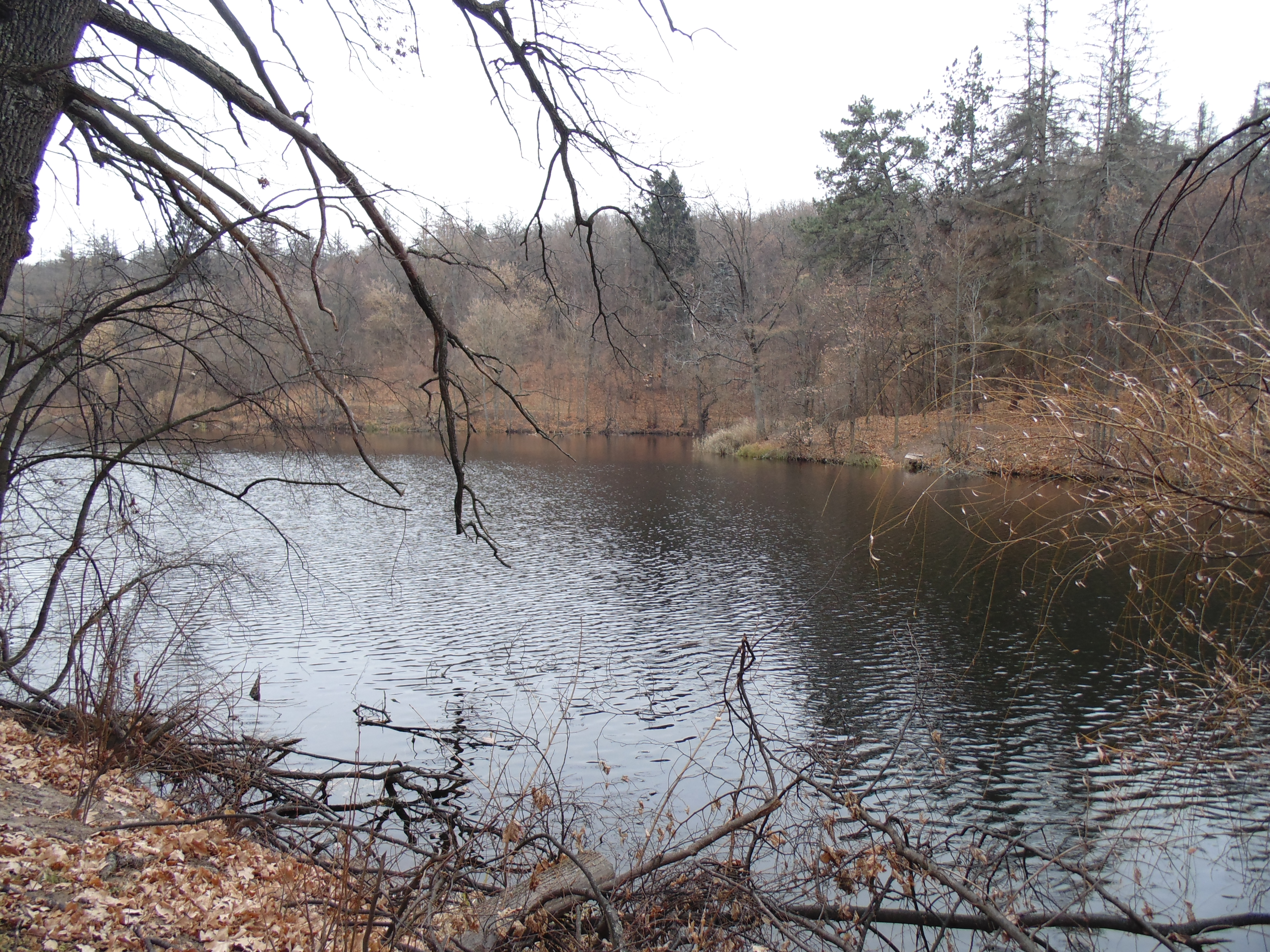
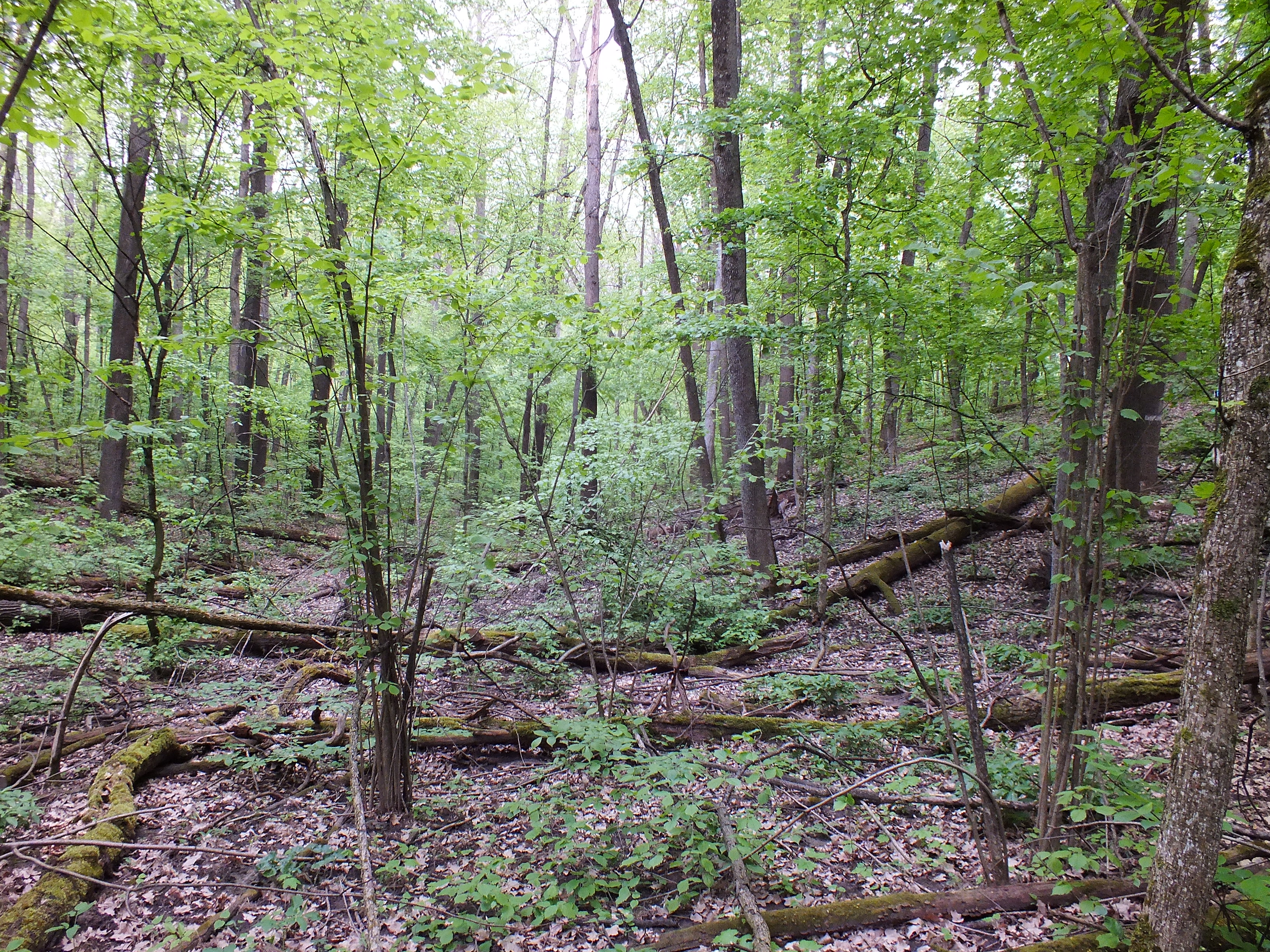
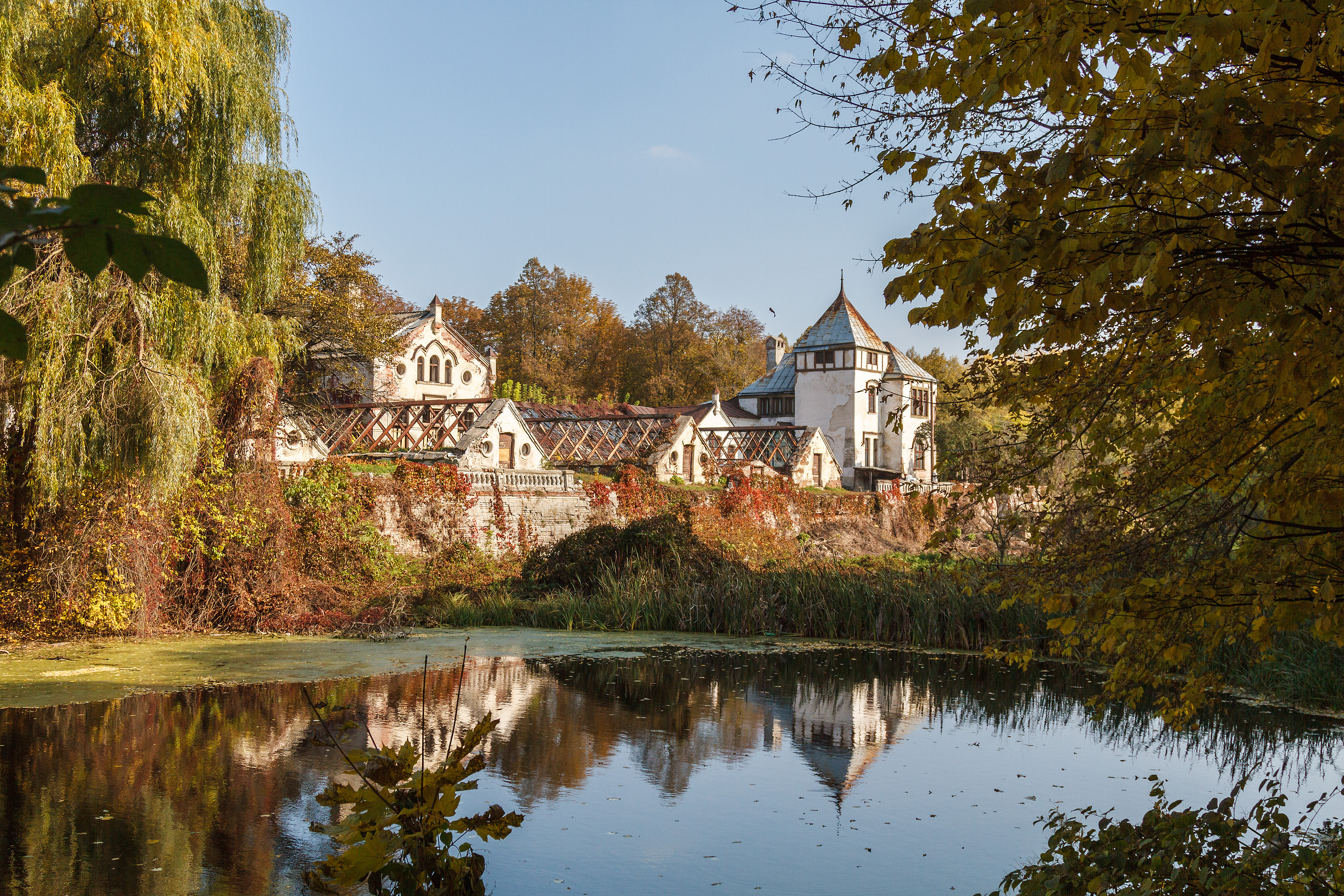
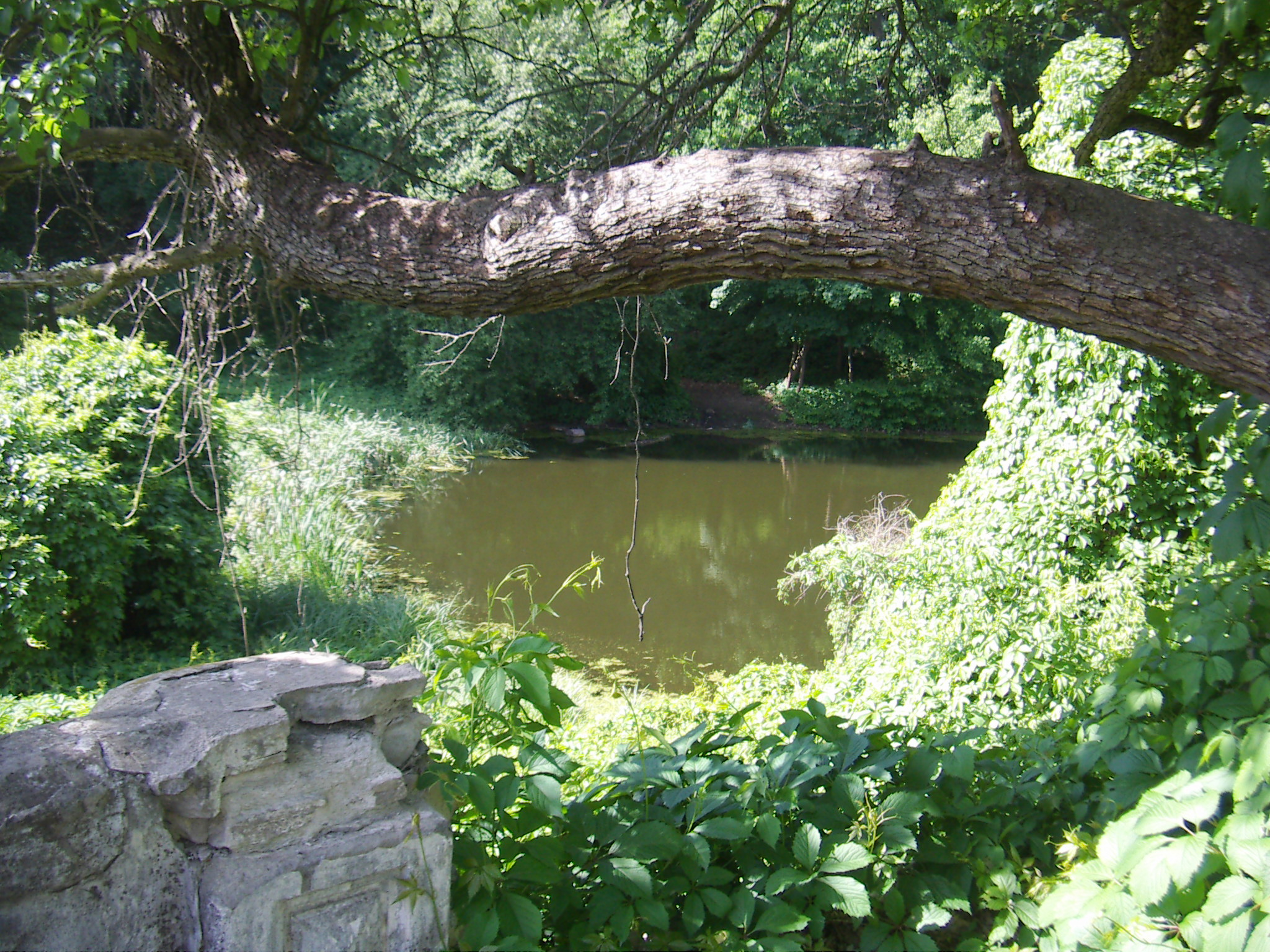
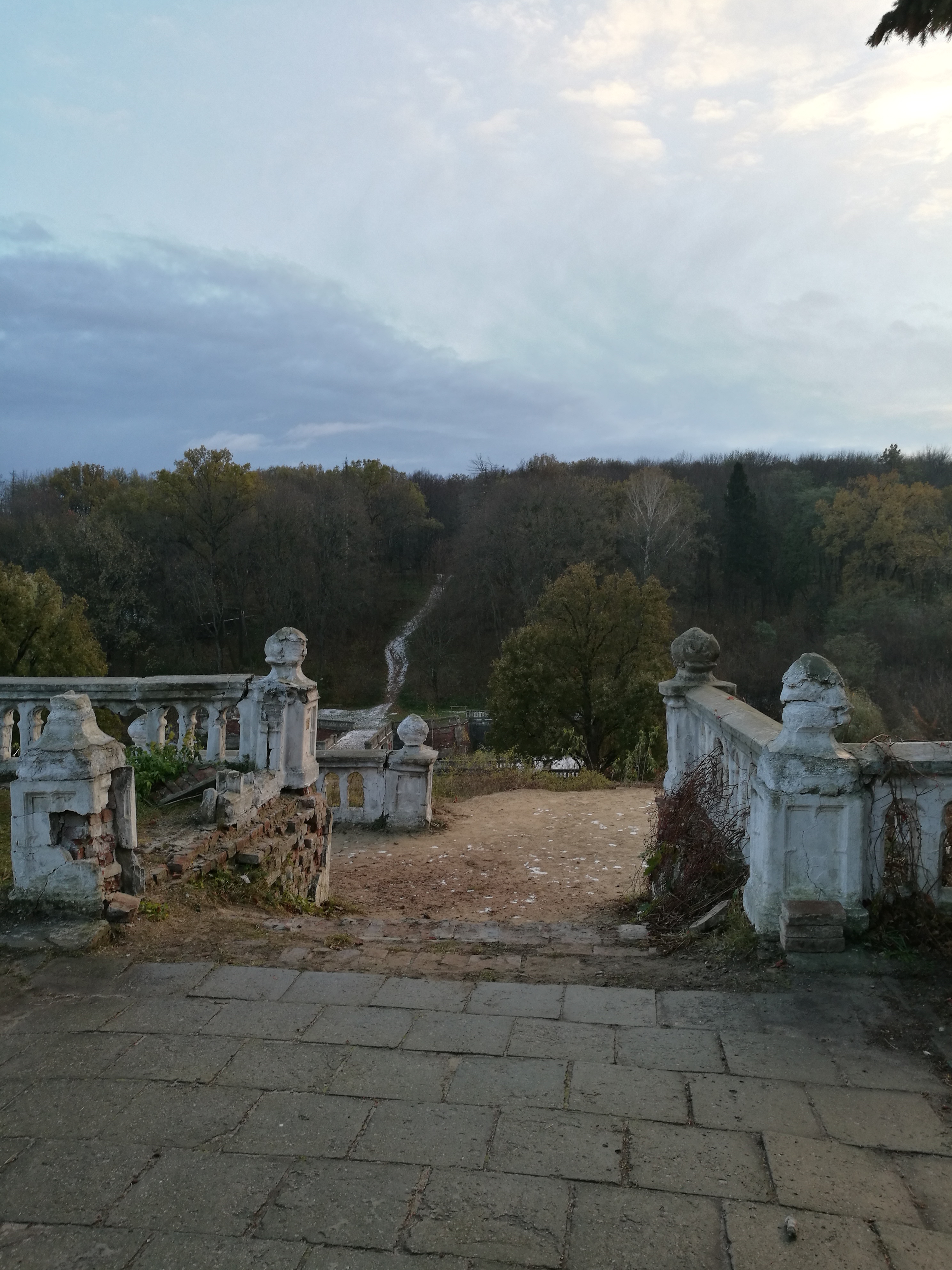
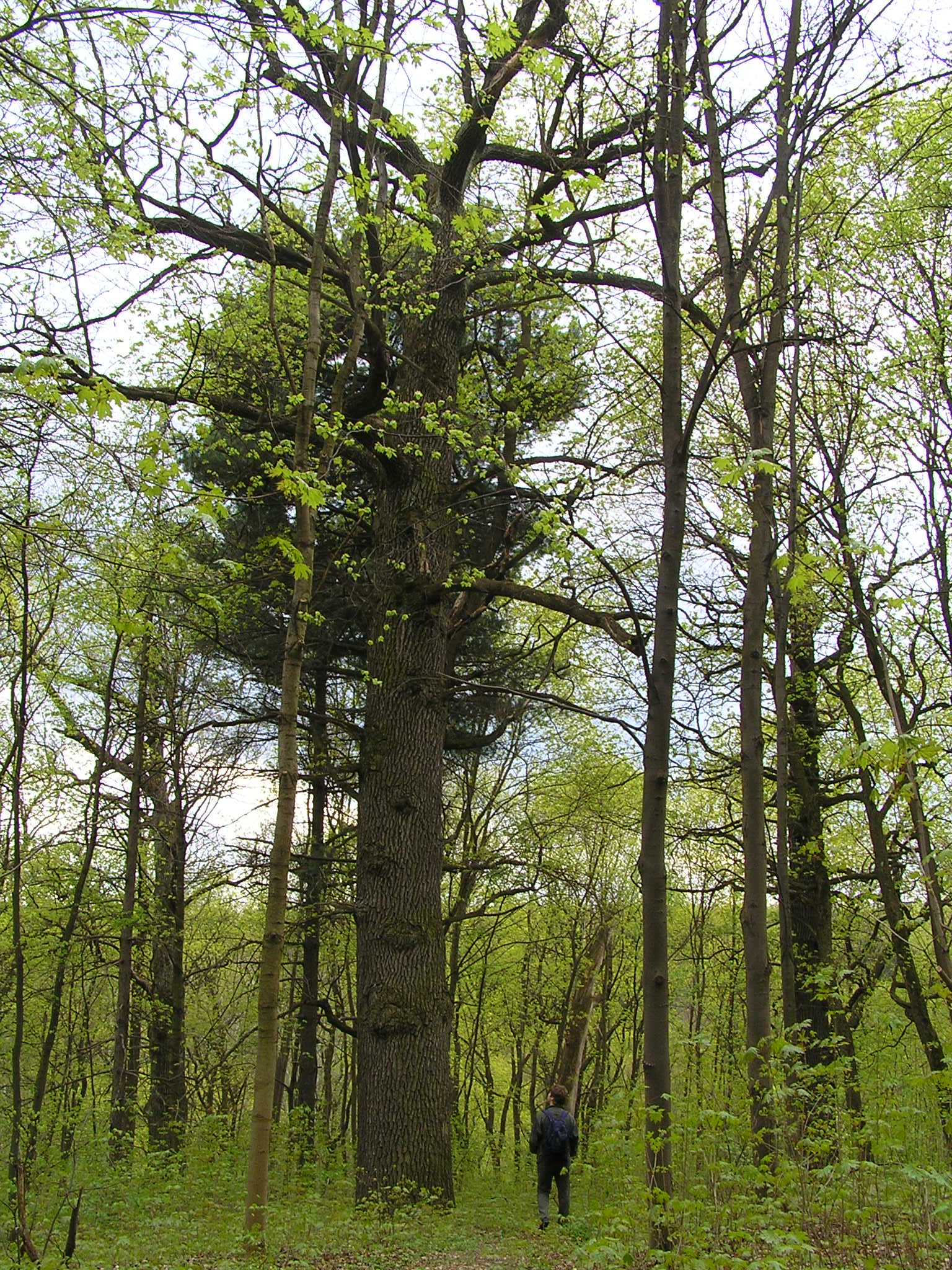
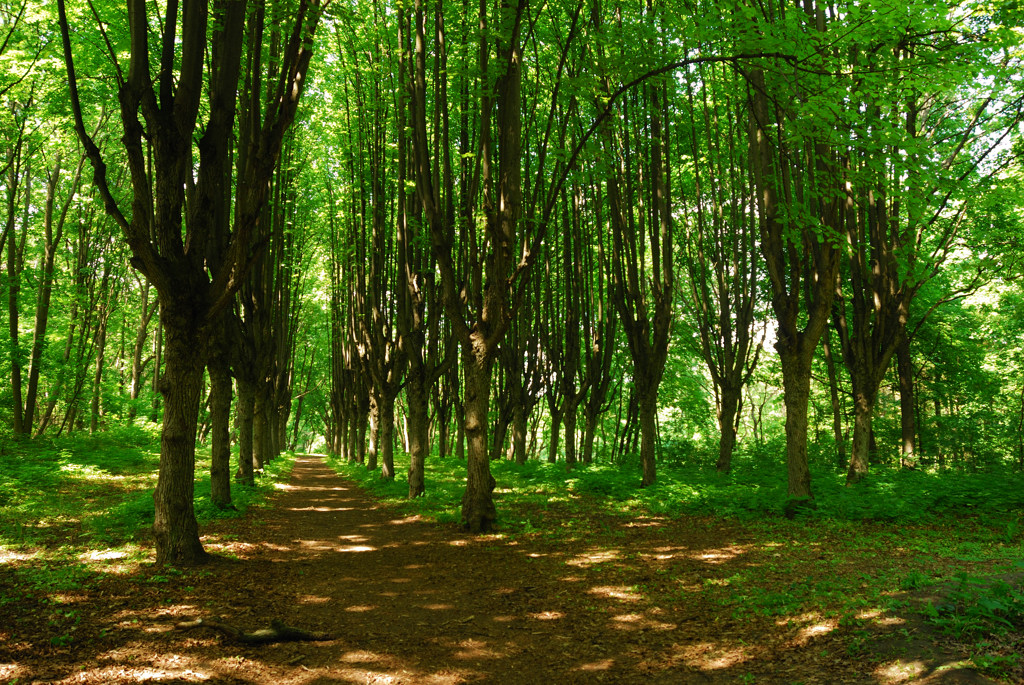
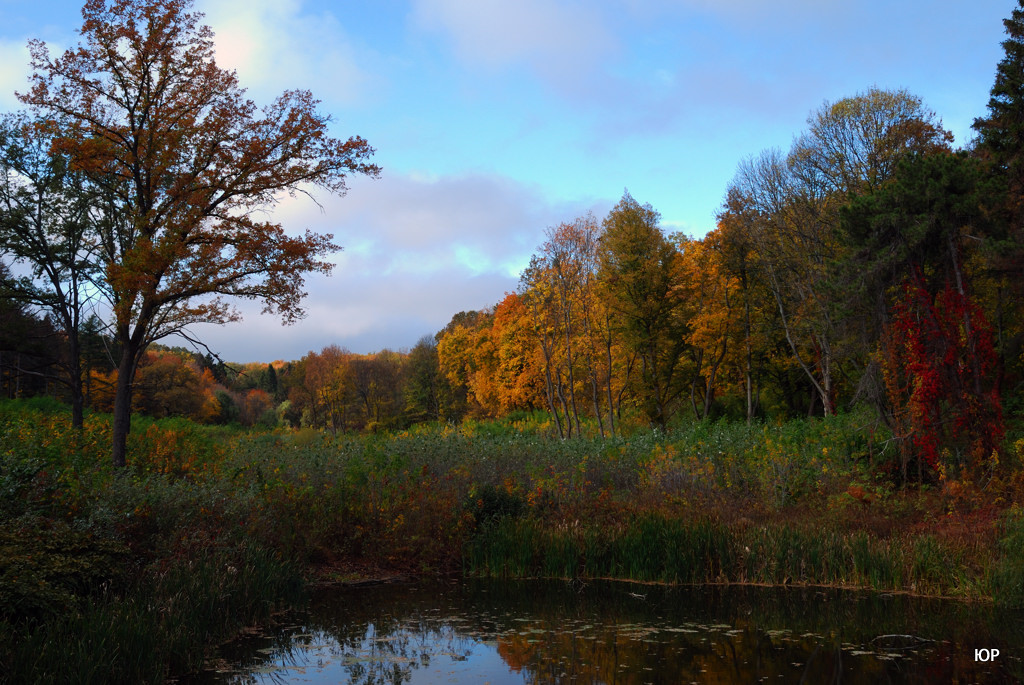